# Misnagdim
|  | Aquest article tracta sobre la històrica oposició rabínica al hassidisme del segle xviii, centrada a Lituània. Si cerqueu el corrent no-hassídic del judaisme de l'Europa oriental, vegeu «Litvaks». |

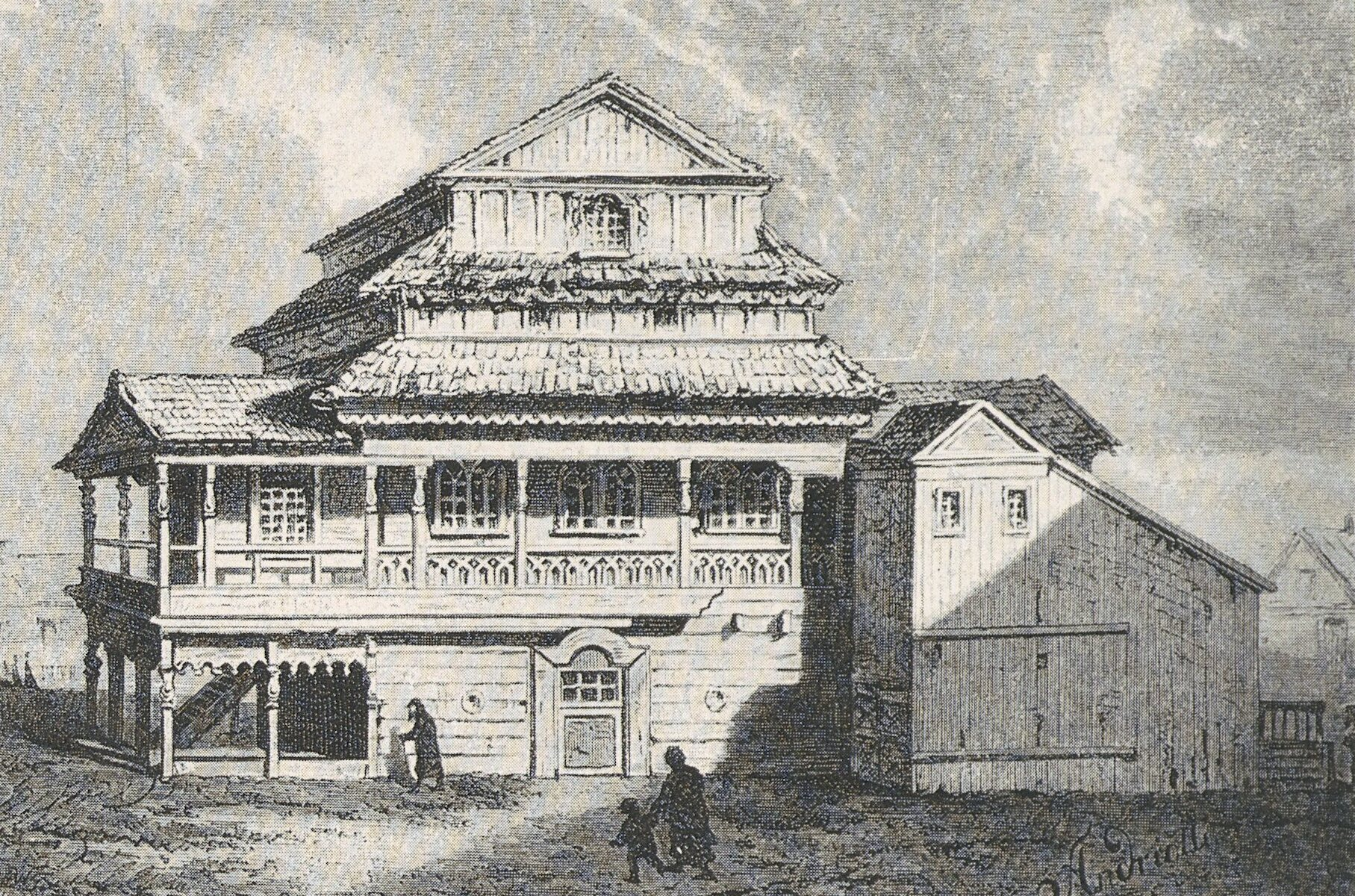
La sinagoga de Jurbarkas. Lituània era el cor del misnagdim, amb Vílnius com una «Jerusalem» per a altres bastions talmúdics.

Misnagdim (hebreu: מתנגדים, també Mitnagdim; singular misnaged / mitnaged) és una paraula hebrea que significa «opositors». El terme «misnagdim» comunament es refereix als opositors del hassidisme. El terme «misnagdim» va guanyar un ús comú entre els jueus que vivien a Europa com el terme que es referia als jueus asquenazites que es van oposar a l'ascens i la propagació del judaisme hassídic primerenc.
El hassidisme i el misnagdim es van distingir com dues interpretacions dins del judaisme rabínic: El misnagdim va creure en la Càbala, ja que la Càbala Lurianica va substituir el mètode filosòfic medieval «racionalista» com a estructura completa de la teologia en el desenvolupament tradicional fins a l'actualitat. Tanmateix, l'estudi i pràctica cabalística misnagdim es va mantenir tradicionalment restringit a l'elit, amb la devoció popular en el rigor intel·lectual talmúdic, i posteriorment en l'ètica.

- El hassidisme va popularitzar el misticisme en una nova psicologia per a les masses. Per contra, el domini de la literatura rabínica i el Talmud es podien trobar en totes dues faccions,[3] ja que els acadèmics també estaven atrets per la filosofia del hassidisme. Actualment, les ieixivà lituanes i els camins del hassidisme continuen com els dos corrents alternatius reconciliats en el judaisme de l'Europa oriental.

## Orígens
La ràpida propagació del hassidisme a la segona meitat del segle xviii va afectar molts rabins tradicionals; molts ho van veure com una heretgia. El fundador del hassidisme va ser el rabí Israel ben Eliezer, conegut com a Baal Shem Tov («mestre d'un bon nom», generalment aplicat a un jueu sant que també era un treballador de meravelles), o simplement per l'acrònim hebreu «Besht» (bet-shin-taw); va ensenyar que la relació de l'home amb Déu depenia de l'experiència religiosa immediata, a més del coneixement i l'observança dels detalls de la Torà i el Talmud.
Gran part del judaisme encara temia els moviments messianics dels sabateus i els frankistes (seguidors de l'autoproclamat messies Jacob Frank (1726-1791)). Molts rabins sospiten que el hassidisme té una relació íntima amb aquests moviments.
L'enfocament característicament «lituà» del judaisme va estar marcat per una concentració en un estudi altament intel·lectual de Talmud. Lituània es va convertir en el cor de l'oposició tradicionalista al hassidisme, en la mesura que, en la percepció popular «lituà» i «misnagdim» es van convertir en termes pràcticament intercanviables. De fet, tanmateix, una minoria considerable de jueus lituans pertanyien als grups hassídics, incloent els grups Habad Lubavitx, Slonim, Karlin (en Pinsk) i Koidanov.
La primera oposició documentada al moviment hassídic va ser de la comunitat jueva a Belarús, Shklov, l'any 1772. Els rabins i líders de la comunitat van manifestar preocupacions sobre els hassídics perquè estaven fent el seu camí cap a Belarús. Els rabins van enviar cartes que prohibien a les cases fer oracions hassídiques, cremar els texts hassídics i humiliar als líders hassídics prominents. Els rabins també van empresonar als dirigents hassídics per intentar aïllar-los i evitar el contacte amb els seus seguidors.

## L'oposició del Gaó de Vílnius

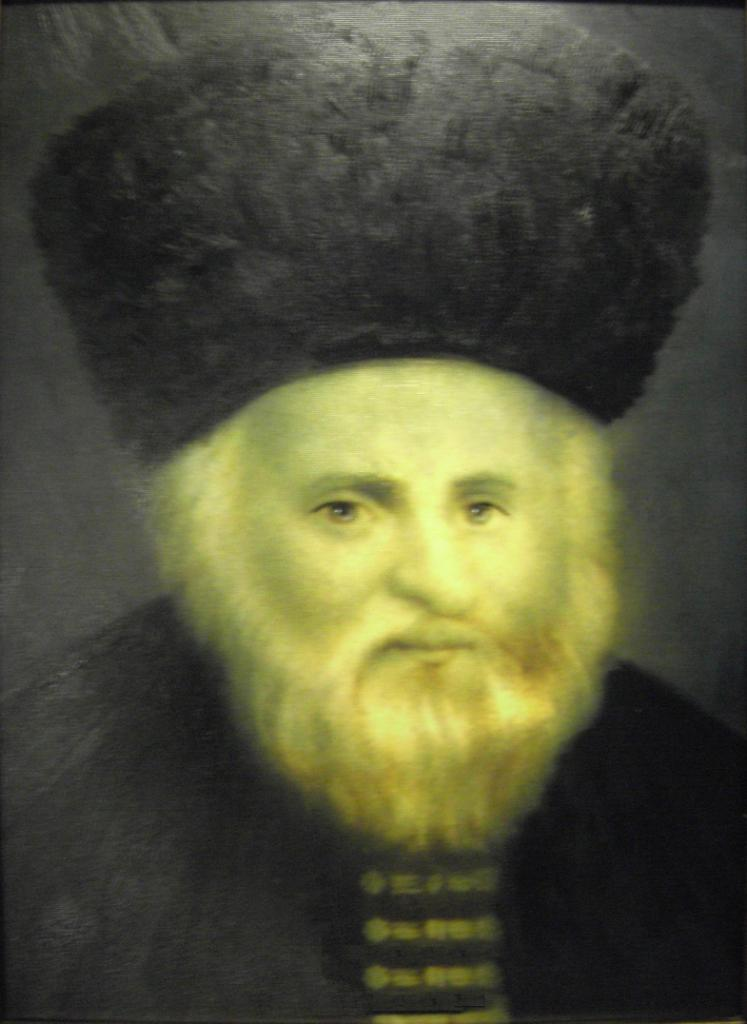
El Gaó de Vílnius

Els primers atacs contra el judaisme hassídic van sorgir durant els temps del fundador del pensament hassídic. Per primer cop, en 1772, van aparèixer dues prohibicions d'excomunió contra els jueus hassídics, acompanyades per la publicació d'alguns primers pamflets hassídics.
El Gaó de Vílnius, Elijah ben Solomon Zalman, un prominent rabí, va galvanitzar l'oposició al judaisme hassídic. Creia que les reivindicacions de miracles i visions fetes pels jueus hassídics eren mentides i enganys. Un punt clau d'oposició va ser que el Gaó de Vílnius va sostenir que la grandesa en la Torà i l'observança han de venir a través d'esforços humans naturals en l'estudi de la Torà sense dependre de «miracles» i «meravelles» externes, mentre que Ba'al Shem Tov estava més centrat en portar l'estímul i elevar la moral del poble jueu, especialment després dels pogroms durant la rebel·lió de Khmelnitski (1648-1654) i les conseqüències de la desil·lusió a les masses jueves després de l'excitació mil·lenària realçada per les fallides afirmacions messiàniques de Sabbatai Zevi i Jacob Frank. Els opositors al hassidisme van sostenir que els jueus hassídics veien als seus rabins d'una manera idòlatra.

## Els canvis i els desafiaments del hassidisme
La majoria dels canvis realitzats pel hassidisme van ser el producte de l'aproximació hassídica a la Càbala, particularment l'expressada pel rabí Isaac Lúria (1534-1572), conegut com «l'ARI» i els seus deixebles, especialment el rabí Chaim Vital (1543-1620). Tant el misnagdim com el hassidisme van ser molt influïts per l'ARI, però el legalista misnagdim temia en el hassidisme el que percebia com a inquietants paral·lelismes al moviment sabateu. Un exemple d'aquesta idea era el concepte que tot l'univers està completament anul·lat a Déu. Segons la predicació i la interpretació d'aquesta idea podria donar lloc al panteisme, reconegut universalment com una heretgia, o conduir a un comportament immoral, ja que elements de la Càbala es poden distorsionar per desestimar el ritual i glorificar les metàfores sexuals com uns mitjans més profunds de captar algunes nocions ocultes internes a la Torà basades en la relació íntima entre els jueus amb Déu.
L'estrès de l'oració jueva sobre l'estudi de la Torà i la reinterpretació hassídica de la Torà l'shma (estudi de la Torà per si mateix), es veia com un rebuig del judaisme tradicional. El hassidisme no va seguir el tradicional ritual d'oració asquenazita, sinó que va usar un ritu que és una combinació de l'oració asquenazita i de ritus sefardites (Nusach Sefard), basats en conceptes cabalístics del rabí Isaac Lúria de Safed. Això va ser vist com un rebuig de la litúrgia tradicional asquenazita i, a causa de la necessària necessitat de sinagogues separades, una violació de la unitat comunal.
Els jueus hassídics també van afegir alguns halacà estrictes al caixer, les lleis de mantenir la caixrut. Van fer certs canvis en la forma en què els animals havien de ser sacrificats i a qui es considerava un mashgiach fiable (supervisor del caixrut). El resultat final va ser que consideraven essencialment que alguns aliments caixer eren menys caixer. Això va ser vist com un canvi del judaisme tradicional, i una excessiva rigorositat de l'halacà (llei jueva) i, de nou, una violació de la unitat comunal.

## Resposta a la progagació del hassidisme
Amb l'apogeu del que es coneixeria com a «hasidisme» a final del segle xviii, es van establir autoritats conservadores rabíniques que treballaven activament per frenar el seu creixement. Mentre que es van oposar ocasionalment abans de la ruptura de les sinagogues hassídiques, que van estar molt controlades, la seva propagació a Lituània i Belarús va impulsar als rabins a unir esforços per frenar la seva expansió.
A la fi de 1772, després de reunir els estudiosos de Brest, Minsk i d'altres comunitats belarusses i lituanes, el Gaó de Vílnius va emetre la primera de moltes cartes polèmiques contra el naixent moviment hassídic, Zemir aritsim ve-ḥarvot tsurim (1772). El contingut d'aquestes cartes incloïa manifestacions d'excomunió contra els líders hassídics sobre la base del seu culte i hàbits, tots ells considerats poc ortodoxos pels misnagdim. Això incloïa, però no es limitava, a llocs de culte sense pretensions i oracions extasiades, així com el fet de fumar, ballar i beure alcohol. En total, es va veure com una desviació radical de la norma ascètica dels misnagdim i una actitud estoica en l'adoració i la conducta general, i es va considerar un desenvolupament que calia suprimir.
A continuació, els misnagdim van denunciar les cases d'oració hassídica i van animar a la gent a cremar les seves obres escrites. Qualsevol que es descobrís que fos un hassid havia de ser burlat, rebutjat públicament o empresonat pels seus veïns. Entre 1772 i 1791, es va seguir fent altres tractes d'aquest tipus, tots dirigits contra els hassidisme en un esforç per contenir i eliminar-los de les comunitats jueves. La duresa d'aquestes denúncies es va produir entre 1785 i 1815, combinada amb la petició del govern rus per prohibir el hassidisme per raons d'espionatge, traïció i subversió.
Tanmateix, això no es concretaria, ja que amb la mort del Gaó de Vílnius el 1797 i la legalització del hassidisme per part del govern imperial rus el 1804, tots els grans esforços dels misnagdim per contenir el ja existent hassidisme es van estancar malgrat tots els esforços realitzats. Per a la resta del segle xix, els misnagdim van romandre a les seves pròpies comunitats, tot i continuant denunciant al hassidisme a través de la contínua emissió de polèmiques, fins i tot quan van disminuir els seus propis seguidors.

## Interrupció de l'enfrontament
A mitjan segle xix, la majoria del judaisme no-hassídic havia interromput la seva lluita contra el hassidisme i s'havia reconciliat amb l'establiment d'aquest últim com un fet. El motiu de la reconciliació entre els Hasidim i els Misnagdim va ser l'augment del moviment Haskalà, que els dos van percebre com una amenaça més gran a la religió en el seu conjunt que els que representaven l'un a l'altre. A l'era moderna, els Misnagdim continuen prosperant, però prefereixen ser anomenats «Litvaks» o «Yeshivish».